# Барду, Эммануэль
Эммануэль Барду (фр. Emanuel Bardou; 4 января 1744, Базель — 7 июня 1818, Берлин) – швейцарский скульптор, работавший при прусском дворе в Берлине.

## Биография

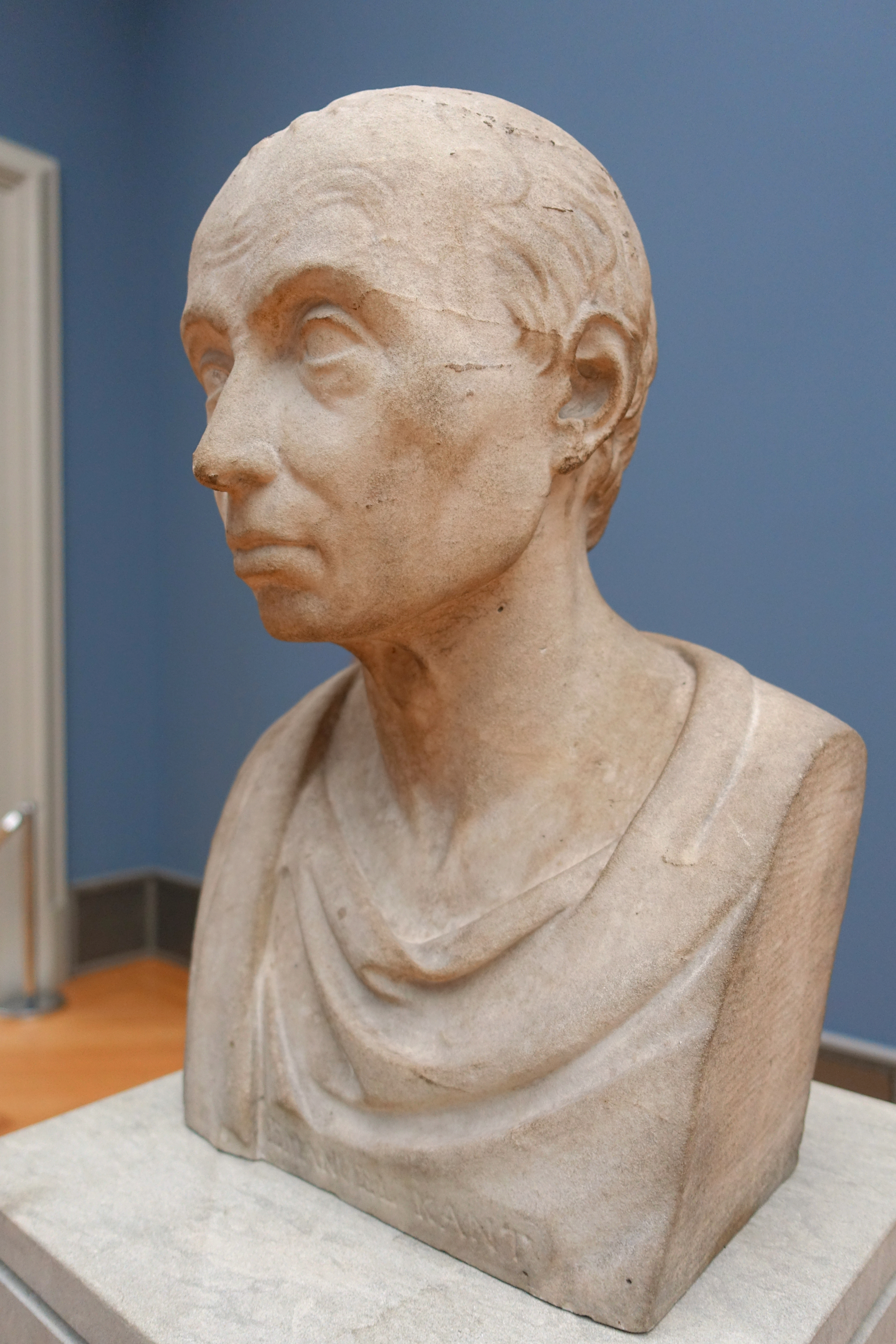
Бюст Иммануила Канта

Французского происхождения. Сын ткача чулок из Лангедока. Брат художника Пауля Иосифа Барду. В конце 1840-х годов вместе с семьёй переехал из Базеля в Берлин.

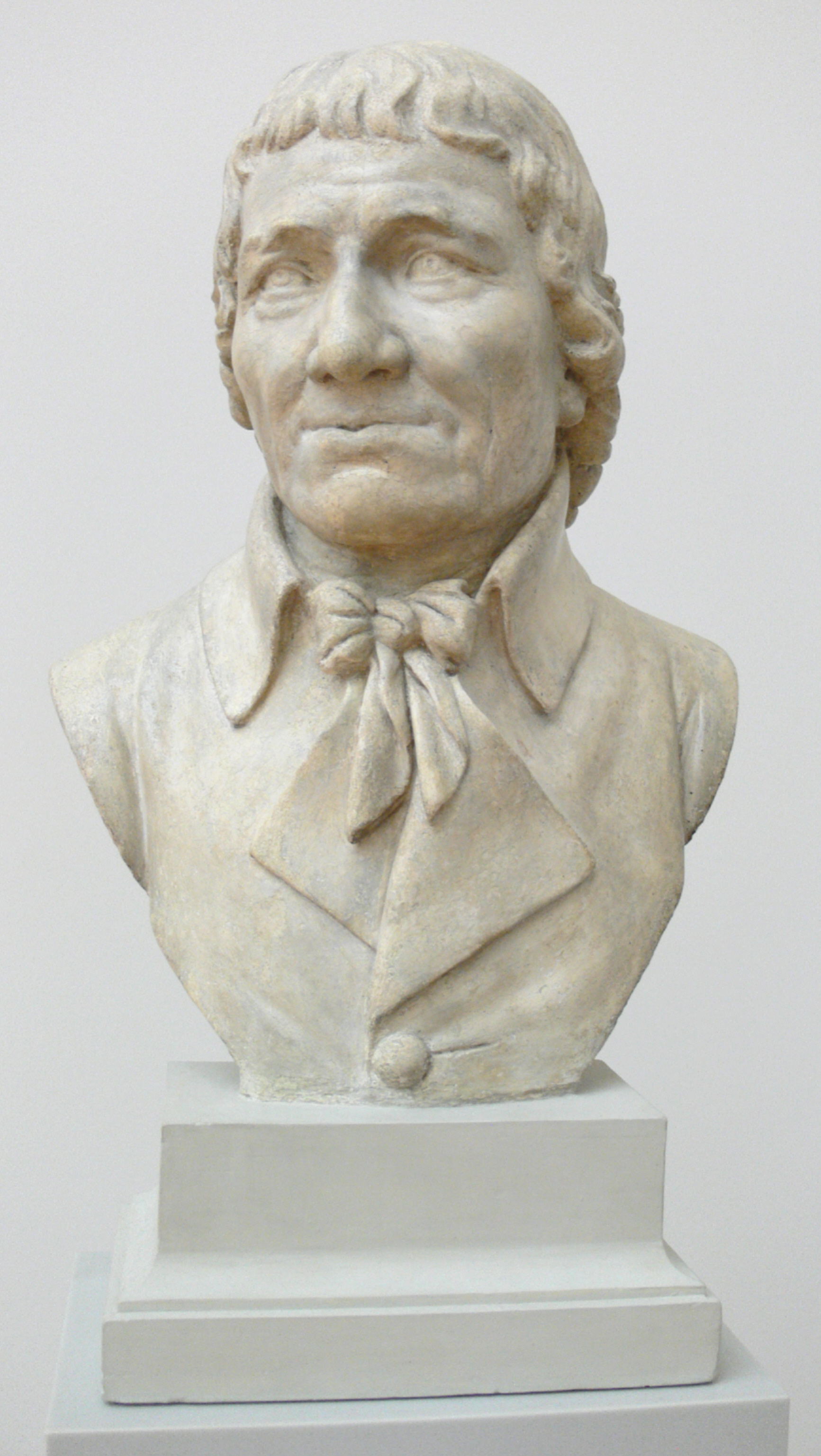
Бюст Даниеля Ходовецкого

Учился скульптуре у Ламбера Сигисберта Адама. Работал с 1775 года на Королевской фарфоровой мануфактуре в Берлине. С 1786 года регулярно принимал участие в выставках Прусской академии художеств . В 1786 году выставил бронзовую статуэтку короля Фридриха Великого.
После смерти короля Фридриха среди берлинских скульпторов разгорелся конкурс на памятник популярному королю, который первоначально касался так называемого костюмного спора , т.е. вопроса о том, как следует изображать короля. Барду надеялся получить заказ на конную статую Фридриха. Однако вопрос о том, как ее исполнить, решился лишь в середине XIX века конной статуей Фридриха Великого работы  Рауха в пользу популярного варианта на Унтер-ден-Линден.
Его сыном был Карл Вильгельм Барду, российский художник-портретист.